# Manifeste des 343
Ne doit pas être confondu avec Manifeste des 363.
Le manifeste des 343 est une pétition parue le 5 avril 1971 dans Le Nouvel Observateur, appelant à la légalisation de l'avortement en France, en raison notamment des risques médicaux provoqués par la clandestinité dans laquelle il est pratiqué. Selon le titre paru à la une du magazine, il s'agit de « la liste des 343 Françaises qui ont le courage de signer le manifeste Je me suis fait avorter », s'exposant ainsi à des poursuites pénales pouvant aller jusqu'à l'emprisonnement.
Le manifeste ouvre la voie à l'adoption, quatre ans après, de la loi Veil, qui dépénalise l'avortement.
Il est parfois surnommé « manifeste des 343 salopes », en raison d'une caricature parue dans Charlie Hebdo sous le titre « Qui a engrossé les 343 salopes du manifeste pour l'avortement ? », alors que ce n'était pas le titre de ce manifeste.

## Texte

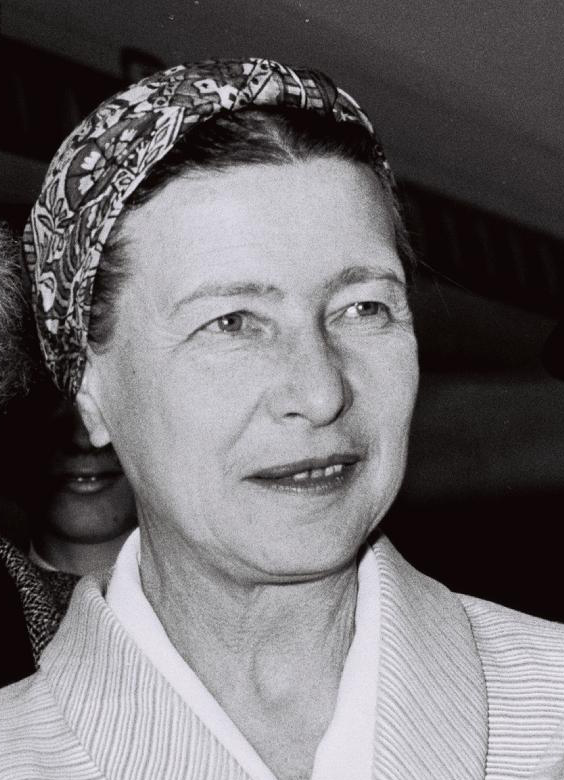
Simone de Beauvoir en 1967.

Le manifeste, rédigé par Simone de Beauvoir, commence par ces phrases :

« Un million de femmes se font avorter chaque année en France.

Elles le font dans des conditions dangereuses en raison de la clandestinité à laquelle elles sont condamnées, alors que cette opération, pratiquée sous contrôle médical, est des plus simples.

On fait le silence sur ces millions de femmes.

Je déclare que je suis l'une d'elles. Je déclare avoir avorté.

De même que nous réclamons le libre accès aux moyens anticonceptionnels, nous réclamons l'avortement libre. »

Suivent les 343 signatures, notamment celles de personnalités. Une note en bas de page indique que « parmi les signataires, des militantes du “Mouvement de Libération des Femmes” réclament l'avortement libre et gratuit ».
Le texte se positionne contre la proposition de loi déposée en juillet 1970 par le médecin et député gaulliste Claude Peyret, qui prévoyait d'élargir l'avortement thérapeutique, déjà toléré depuis 1955, aux cas de viol. Il y a une forte opposition des femmes au projet Peyret et à l'ANEA (Association nationale pour l'étude de l'avortement) qui aurait régulé le corps des femmes avec un avortement partiel.
L'idée du manifeste a été lancée par Jean Moreau, chef du service documentation du Nouvel Observateur lors d'une discussion animée avec la journaliste Nicole Muchnik un soir de juin 1970 dans la salle de rédaction du quotidien. L'idée provient du manifeste des 121 publié en 1960 pendant la guerre d'Algérie.
Simone Iff, alors vice-présidente du planning familial, se mobilise fortement à titre personnel pour obtenir un maximum de signatures de célébrités.

## Impact
La semaine suivant la parution du manifeste, l'hebdomadaire satirique Charlie Hebdo a fait sa une du 12 avril 1971 avec la question « Qui a engrossé les 343 salopes du manifeste sur l'avortement ? », et une caricature, signée par le dessinateur Cabu,, de Michel Debré qui répond : « C'était pour la France ! », valant à cette pétition d'être appelée familièrement le « manifeste des 343 salopes », un titre qui n'est pas celui des signataires. Pour Maud Gelly, médecin hospitalier : 

« Que cette caricature, visant à ridiculiser un homme politique, ait au contraire laissé à la postérité une insulte machiste pour qualifier ces femmes, est assez significatif de l'antiféminisme qui préside parfois à la réécriture de l'histoire de la lutte des femmes. »

Le manifeste des 343 est un exemple notable de désobéissance civile en France. Aucune des signataires n'est poursuivie. Il inspire en 1973 un manifeste de 331 médecins se déclarant pour la liberté de l'avortement.
L'année suivante, la première démonstration de l'avortement par la « méthode de Karman » en France avait eu lieu dans l'appartement de Delphine Seyrig en août 1972 en présence de militantes du MLF, de Pierre Jouannet,, et de Harvey Karman, psychologue et militant pour la liberté de l'avortement en Californie depuis les années 1950. Les médecins du Groupe information santé vont ensuite permettre à d'autres femmes de l'utiliser illégalement.
Le manifeste contribue, avec le procès de Bobigny, et la création et la mobilisation du Mouvement pour la liberté de l'avortement et de la contraception en 1973, à l'adoption, en décembre 1974 – janvier 1975, de la loi Veil qui dépénalisait l'interruption volontaire de grossesse (IVG) lors des dix premières semaines de grossesse, ce qui correspond à douze semaines d'aménorrhée, un délai porté depuis à quatorze semaines d'aménorrhée, via la réforme de la loi de 1975 par Martine Aubry en 2001.

## Autres manifestes
Le 23 avril 1971, le Front homosexuel d'action révolutionnaire (F.H.A.R.), proche du M.L.F. publie dans le journal Tout ! des textes revendiquant la liberté sexuelle. On y trouve notamment une référence au Manifeste des 343 qui sera ensuite reprise dans le Rapport contre la normalité publié la même année :

« Nous sommes plus de 343 salopes.

Nous nous sommes faits enculer par des Arabes.

Nous en sommes fiers et nous recommencerons.

Signez et faites signer autour de vous. »

Le principe de la lettre trouve un écho en Allemagne. L'hebdomadaire Stern intitule son édition du 6 juin de la même année Wir haben abgetrieben!, « nous avons avorté ! », signé par 374 femmes, certaines célèbres, comme les actrices Romy Schneider et Senta Berger, d'autres inconnues. Encore de nos jours, ce numéro fait office de profession de foi libertaire au magazine Stern.
Le manifeste des 343 sert ensuite de modèle, en février 1973, au manifeste des 331, signé par des médecins favorables à l'avortement et affirmant l'avoir pratiqué pour des raisons humanitaires.
Par la suite, plusieurs autres manifestes, pour des causes différentes, font référence au manifeste des 343 :
- en avril 2006, le mouvement des 143 rebelles rassemble des femmes du Parti socialiste s'opposant à la candidature de Ségolène Royal au nom de ce parti lors de l'élection présidentielle de 2007[22], derrière lesquelles Anne Hidalgo et Michèle Sabban. Cette comparaison est dénoncée par Yvette Roudy, qui faisait partie des signataires du manifeste des 343[23] ;
- en novembre 2012, le manifeste des 313[24] est publié à la suite de l'appel de Clémentine Autain contre les tabous qui entourent la dénonciation du crime de viol, appel que 313 noms complètent ;
- en octobre 2013, un manifeste des 343 salauds est publié dans Causeur pour lutter contre la pénalisation des clients de prostitués, avec pour slogan Touche pas à ma pute[25]. Cette initiative est fortement critiquée[26] ;
- le 6 juin 2014, le manifeste des 343 fraudeuses est publié dans Libération, dans lequel 343 femmes déclarent avoir enfreint la loi en recourant à la procréation médicalement assistée à l'étranger, et demandent son ouverture à toutes les femmes, y compris dans les familles homoparentales[27].

En avril 2021, pour le 50e anniversaire du manifeste, le Planning familial publie dans Le Journal du dimanche, un nouveau manifeste de 343 femmes déclarant avoir avorté au-delà du délai légal français (à l'époque 12 semaines), afin d'en obtenir l'allongement. Parmi les signataires se trouvent Pascale Arbillot, Juliette Armanet, Dominique Attias, Clémentine Autain, Claire Auzias, Delphine Bagarry, Lauren Bastide, Marie-Noëlle Battistel, Francine Bavay, Nadège Beausson-Diagne, Esther Benbassa, Fatima Benomar, Andréa Bescond, Sophie Binet, Sandrine Brauer, Zabou Breitman, Isabelle Briquet, Marie-George Buffet, Laure Calamy, Barbara Carlotti, Isabelle Carré, Marie-France Casalis, Naïma Charaï, Alice Coffin, Laurence Cohen, Océane Colom, dite Suzane, Hélène Conway-Mouret, Corine, Catherine Corsini, Dominique Costermans, Béatrice Dalle, Caroline De Haas, Monique de Marco, Jennifer De Temmerman, Nelcya Delanoë, Christine Delphy, Valentine Demy, Rokhaya Diallo, Léa Drucker, Jeanine Dubié, Elsa Faucillon, Corinne Féret, Caroline Fiat, Martine Filleul, Marina Foïs, Camille Froidevaux-Metterie, Albane Gaillot, Julie Gayet, Zita Hanrot, Céline Hervieu, Baya Kasmi, Alexandra Lamy, Annie Le Houérou, Anne Le Nen, Claudine Lepage, Marie-Noëlle Lienemann, Monique Lubin, Jessie Magana, Énora Malagré, Gisèle Mandaila, Corinne Masiero, Maïa Mazaurette, Michelle Meunier, Lola Miesseroff, Anna Mouglalis, Cécile Muschotti, Yael Naim, Claire Nebout, Yseult Onguenet, Vanessa Paradis, Christine Pirès-Beaune, Raymonde Poncet-Monge, Émilienne Poumirol, Angèle Préville, Audrey Pulvar, Sylvie Robert, Muriel Robin, Laurence Rossignol, Aurélie Saada, Isabelle Santiago, Sarah Suco, Sophie Taillé-Polian, Bénédicte Taurine, Assa Traoré, Frédérique Tuffnell, Najat Vallaud-Belkacem, Sabine Van Heghe, Laurence Vanceunebrock, Marie-Claude Varaillas, Martine Wonner, Rebecca Zlotowski,. Elles obtiennent gain de cause avec la loi du 2 mars 2022 qui allonge le délai légal à 14 semaines.

## Liste des signataires
De nombreuses femmes témoignent anonymement. Il y a aussi des figures de l'époque qui prennent le risque de perdre leur carrière et leur statut (Gisèle Halimi, Simone de Beauvoir, Marguerite Duras, Catherine Deneuve, Catherine Bernheim, Catherine Deudon, Annie Zelensky, etc.).
Le total des signataires est supérieur, seuls 343 noms ont été retenus par Le Nouvel Observateur. Ainsi dans les archives de Choisir la cause des femmes, un document dactylographié avec des annotations manuscrites par Gisèle Halimi fait apparaître les noms de Nelly Kaplan, Valérie Lagrange, Hélène Parmelin et Jacqueline Picasso qui n'ont pas été publiés dans Le Nouvel Observateur.
Concernant les femmes qui n'ont pas participé au manifeste des 343, certaines d'entre elles témoigneront plus tard les raisons pour lesquelles elle ne pouvaient pas. Annie Ernaux est l'une d'entre elles. Elle a eu recours à l'avortement en 1964, ce qu'elle raconte dans son roman L'Évènement en 2000. Interrogée par L'Humanité en 2014 sur les raisons pour lesquelles n'est pas signé le manifeste, elle répond : « Je n'étais rien. De plus, j'étais mariée à un cadre, et déclarer publiquement avoir avorté aurait eu l'effet d'une bombe. »
1. J. Abba-Sidick
2. Janita Abdalleh
3. Monique Anfredon
4. Catherine Arditi
5. Maryse Arditi
6. Hélène Argellies
7. Françoise Arnoul
8. Florence Asie
9. Isabelle Atlan
10. Brigitte Auber
11. Stéphane Audran
12. Colette Audry
13. Tina Aumont
14. L. Azan
15. Jacqueline Azim
16. Micheline Baby
17. Geneviève Bachelier
18. Cécile Ballif
19. Néna Baratier
20. D. Bard
21. E. Bardis
22. Anna de Bascher (d) [sic]
23. C. Batini
24. Chantal Baulier
25. Hélène de Beauvoir
26. Simone de Beauvoir
27. Colette Bec
28. M. Bediou
29. Michèle Bedos
30. Anne Bellec
31. Lolleh Bellon [sic]
32. Édith Benoist
33. Anita Benoit
34. Aude Bergier
35. Dominique Bernabe
36. Jocelyne Bernard
37. Catherine Bernheim
38. Nicole Bernheim
39. Tania Bescomd
40. Jeannine Beylot
41. Monique Bigot
42. Fabienne Biguet
43. Nicole Bize
44. Nicole de Boisanger
45. Valérie Boisgel
46. Y. Boissaire
47. Silvina Boissonnade
48. Martine Bonzon
49. Françoise Borel
50. Ginette Bossavit
51. Olga Bost
52. Anne-Marie Bouge
53. Pierrette Bourdin
54. Monique Bourroux
55. Bénédicte Boysson-Bardies
56. M. Braconnier-Leclerc
57. M. Braun
58. Andrée Brumeaux
59. Dominique Brumeaux
60. Marie-Françoise Brumeaux
61. Jacqueline Busset
62. Françoise de Camas
63. Anne Camus
64. Ginette Cano
65. Ketty Cenel
66. Jacqueline Chambord
67. Josiane Chanel
68. Danièle Chinsky
69. Claudine Chonez
70. Martine Chosson
71. Catherine Claude
72. M. Louise Clave
73. Françoise Clavel
74. Iris Clert
75. Geneviève Cluny
76. Annie Cohen
77. Florence Collin
78. Anne Cordonnier
79. Anne Cornaly
80. Chantal Cornier
81. J. Corvisier
82. Michèle Cristofari
83. Lydia Cruse
84. Christiane Dancourt
85. Hélène Darakis
86. Françoise Dardy
87. Anne-Marie Daumont
88. Anne Dauzon
89. Martine Dayen
90. Catherine Dechezelle
91. Marie Dedieu
92. Lise Deharme
93. Claire Delpech
94. Christine Delphy
95. Catherine Deneuve
96. Dominique Desanti
97. Geneviève Deschamps
98. Claire Deshayes
99. Nicole Despiney
100. Catherine Deudon
101. Sylvie Diarte
102. Christine Diaz
103. Arlette Donati
104. Gilberte Doppler
105. Danièle Drevet
106. Évelyne Droux
107. Dominique Dubois
108. Muguette Dubois
109. Dolorès Dubrana
110. C. Dufour
111. Élyane Dugny
112. Simone Dumont
113. Christiane Duparc
114. Pierrette Duperray
115. Annie Dupuis
116. Marguerite Duras
117. Françoise d'Eaubonne
118. Nicole Échard (d)
119. Isabelle Ehni
120. Myrtho Elfort
121. Danièle El-Gharbaoui
122. Françoise Élie
123. Arlette Elkaïm
124. Barbara Enu
125. Jacqueline d'Estrée
126. Françoise Fabian
127. Anne Fabre-Luce
128. Annie Fargue
129. J. Foliot
130. Brigitte Fontaine
131. Antoinette Fouque-Grugnardi
132. Eléonore Friedmann
133. Françoise Fromentin
134. J. Fruhling
135. Danièle Fulgent
136. Madeleine Gabula
137. Yamina Gacon
138. Luce Garcia-Ville
139. Monique Garnier
140. Micha Garrigue
141. Geneviève Gasseau
142. Geneviève Gaubert
143. Claude Génia
144. Elyane Germain-Horelle
145. Dora Gerschenfeld
146. Michèle Girard
147. F. Gogan
148. Hélène Gonin
149. Claude Gorodesky
150. Marie-Luce Gorse
151. Deborah Gorvier
152. Martine Gottlib
153. Rosine Grange
154. Rosemonde Gros
155. Valérie Groussard
156. Lise Grundman
157. A. Guerrand-Hermes
158. Françoise de Gruson
159. Catherine Guyot
160. Gisèle Halimi
161. Herta Hansmann
162. Noëlle Henry
163. M. Hery
164. Nicole Higelin
165. Dorinne Horst
166. Raymonde Hubschmid
167. Y. Imbert
168. L. Jalin
169. Catherine Joly
170. Colette Joly
171. Yvette Joly
172. Hermine Karagheuz
173. Ugne Karvelis
174. Katia Kaupp
175. Nanda Kerien
176. F. Korn
177. Hélène Kostoff
178. Marie-Claire Labie
179. Myriam Laborde
180. Anne-Marie Lafaurie
181. Bernadette Lafont
182. Michèle Lambert
183. Monique Lange
184. Maryse Lapergue
185. Catherine Larnicol
186. Sophie Larnicol
187. Monique Lascaux
188. M.-T. Latreille
189. Christiane Laurent
190. Françoise Lavallard
191. G. Le Bonniec
192. Danièle Lebrun
193. Annie Leclerc
194. M.-France Le Dantec
195. Colette Le Digol
196. Violette Leduc
197. Martine Leduc-Amel
198. Françoise Le Forestier
199. Michèle Leglise-Vian
200. M. Claude Lejaille
201. Mireille Lelièvre
202. Michèle Lemonnier
203. Françoise Lentin
204. Joëlle Lequeux
205. Emmanuelle de Lesseps [sic]
206. Anne Levaillant
207. Dona Levy
208. Irène Lhomme
209. Christine Llinas
210. Sabine Lods
211. Marceline Loridan
212. Édith Loser
213. Françoise Lugagne
214. M. Lyleire
215. Judith Magre
216. C. Maillard
217. Michèle Manceaux
218. Bona de Mandiargues
219. Michèle Marquais
220. Anne Martelle
221. Monique Martens
222. Jacqueline Martin
223. Milka Martin
224. Renée Marzuk
225. Colette Masbou
226. Cella Maulin
227. Liliane Maury
228. Edith Mayeur
229. Jeanne Maynial
230. Odile du Mazaubrun
231. Marie-Thérèse Mazel
232. Gaby Memmi
233. Michèle Méritz
234. Marie-Claude Mestral (d)
235. Maryvonne Meuraud
236. Jolaine Meyer
237. Pascale Meynier
238. Charlotte Millau
239. M. de Miroschodji
240. Geneviève Mnich
241. Ariane Mnouchkine
242. Colette Moreau
243. Jeanne Moreau
244. Nelly Moreno
245. Michèle Moretti
246. Lydia Morin
247. Mariane Moulergues
248. Liane Mozère
249. Nicole Muchnik
250. C. Muffong
251. Véronique Nahoum
252. Eliane Navarro
253. Henriette Nizan (d)
254. Lila De Nobili
255. Bulle Ogier
256. J. Olena
257. Janine Olivier
258. Wanda Olivier
259. Yvette Orengo
260. Iro Oshier
261. Gege Pardo
262. Elisabeth Pargny
263. Jeanne Pasquier
264. M. Pelletier
265. Jacqueline Perez
266. M. Perez
267. Nicole Perrottet
268. Sophie Pianko
269. Odette Picquet
270. Marie Pillet
271. Elisabeth Pimar
272. Marie-France Pisier
273. Olga Poliakoff
274. Danièle Poux
275. Micheline Presle
276. Anne-Marie Quazza
277. Marie-Christine Questerbert
278. Susy Rambaud
279. Gisèle Rebillion
280. Gisèle Reboul
281. Arlette Reinert
282. Arlette Repart
283. Christiane Ribeiro
284. M. Ribeyrol
285. Delya Ribes
286. Marie-Françoise Richard
287. Suzanne Rigail-Blaise
288. Marcelle Rigaud
289. Laurence Rigault
290. Danièle Rigaut
291. Danielle Riva
292. M. Riva
293. Claude Rivière
294. Marthe Robert
295. Christiane Rochefort
296. J. Rogaldi
297. Chantal Rogeon
298. Francine Rolland
299. Christiane Rorato
300. Germaine Rossignol
301. Hélène Rostoff
302. G. Roth-Bernstein
303. C. Rousseau
304. Françoise Routhier
305. Danièle Roy (d)
306. Yvette Rudy[37] [sic]
307. Françoise Sagan
308. Rachel Salik
309. Renée Saurel
310. Marie-Ange Schiltz
311. Lucie Schmidt
312. Scania de Schonen
313. Monique Selim
314. Liliane Sendyke
315. Claudine Serre[8]
316. Colette Sert
317. Jeanine Sert
318. Catherine de Seyne (d) [sic]
319. Delphine Seyrig
320. Sylvie Sfez
321. Liliane Siegel
322. Annie Sinturel
323. Michèle Sirot
324. Michèle Stemer
325. Cécile Stern
326. Alexandra Stewart
327. Gaby Sylvia
328. Francine Tabet
329. Danièle Tardrew
330. Anana Terramorsi
331. Arlette Tethany
332. Joëlle Thevenet
333. Marie-Christine Theurkauff
334. Constance Thibaud
335. Josy Thibaut
336. Rose Thierry
337. Suzanne Thivier
338. Sophie Thomas
339. Nadine Trintignant
340. Irène Tunc
341. Tyc Dumont
342. Marie-Pia Vallet
343. Agnès Van-Parys
344. Agnès Varda
345. Catherine Varlin
346. Patricia Varod
347. Cleuza Vernier
348. Ursula Vian-Kübler
349. Louise Villareal
350. Marina Vlady
351. A. Wajntal
352. Jeannine Weil
353. Anne Wiazemsky
354. Monique Wittig
355. Josée Yanne
356. Catherine Yovanovitch
357. Annie Zelensky [sic]